# Lübzer SV
Der Lübzer SV ist ein deutscher Mehrspartensportverein, der in der Mecklenburger Kleinstadt Lübz beheimatet ist. Für seine 970 Mitglieder bietet er die Wettkampfsportarten Fußball und Tischtennis sowie im Volkssport Volleyball, Leichtathletik, Gymnastik und Kampfsport an (Stand 2023).

## Porträt
Der Lübzer Sportverein wurde 1921 gegründet und betrieb zunächst die Sportarten Leichtathletik, Fußball und Tennis. 1925 waren im Verein etwa 800 Mitglieder organisiert. Nach dem Zweiten Weltkrieg wurde der Lübzer Sportverein wie alle Vereine in Deutschland aufgelöst. Stattdessen wurde 1946 eine lose organisierte Sportgemeinschaft (SG) gegründet, in der weiter mehrere Sportarten, z. B. Fußball, Handball und Leichtathletik, betrieben wurden. Im Fußball beteiligte sich die SG Lübz 1946/47 an der Landesklasse Mecklenburg-Vorpommern, wo sie in der Staffel Mecklenburg West unter zehn Mannschaften den sechsten Platz belegte. Da die Landesklasse, die zu dieser Zeit eine der fünf höchsten Fußballklassen in der SBZ war, in der folgenden Spielzeit reduziert wurde, reichte die Platzierung nicht zum Klassenerhalt.
1953 wurde die SG Lübz in eine Betriebssportgemeinschaft (BSG) umgewandelt. Ihr Trägerbetrieb wurde die Lübzer Zuckerfabrik und Sport wurde künftig unter dem Namen BSG Empor betrieben. 1954 gelang den Fußballern der BSG der Aufstieg in die Bezirksklasse Schwerin, der 2. Liga im DDR-Bezirk Schwerin und vierte Liga (von 1956 bis 1963 5. Liga) im Fußball-Ligensystem der DDR. Mit Ausnahme der Spielzeit 1958 (Kalenderjahrsaison) spielten die Lübzer bis 1960 in der Bezirksklasse, danach folgten Jahre auf Kreisligenniveau sowie die Abspaltung der Sektion Fußball zur SG Dynamo Lübz. Ursache war der Rücktritt der Zuckerfabrik als Trägerbetrieb und die Umstrukturierung der BSG in die Lübzer Sportvereinigung (SVg.).
1979 kehrte die Sektion Fußball, die es unter der SG Dynamo 1976 für eine Saison in die drittklassige Bezirksliga geschafft hatte, zur Lübzer Sportvereinigung zurück. Sie übernahm den Platz der SG Dynamo in der Bezirksklasse, wo sie mit Ausnahme der Saison 1984/85 (Abstieg) zunächst bis 1988 vertreten war. In diesem Jahr erreichte die Lübzer SVg. den Aufstieg in die Bezirksliga, musste nach der Saison 1988/89 aber sofort wieder absteigen. Es folgten weitere drei Spielzeiten in der Bezirksklasse Schwerin und 1991 nach Einführung des DFB-Ligensystems in Ostdeutschland der Aufstieg in die Bezirksliga Mecklenburg-Vorpommern West.
Zuvor war die Sportvereinigung nach DDR-Recht in einen eingetragenen Verein umgewandelt worden, der wieder den historischen Namen Lübzer Sportverein angenommen hatte. 1993 mussten die Fußballer des Lübzer SV aus der Bezirksliga absteigen. In den Folgejahren konnte sich die 1. Männermannschaft des Vereins sportlich stabilisieren und spielte ab der Saison 2005/06 in der Verbandsliga, der höchsten Spielklasse Mecklenburg-Vorpommerns. 2009 stieg der Verein in die inzwischen siebtklassige Landesliga (Staffel West) ab. Nach 14 Jahren in dieser Liga folgte 2023 der Abstieg in die Landesklasse.
2014 wurde der Verein vom Land Mecklenburg-Vorpommern für sein Behinderten-Projekt mit dem Großen Stern des Sports in Silber ausgezeichnet. 2015 erhielt der Verein aus demselben Grund den bundesdeutschen Goldenen Stern des Sports aus der Hand des damaligen Bundespräsidenten Joachim Gauck.